# Francie na Letních olympijských hrách 1928
Francii na Letních olympijských hrách v roce 1928 v nizozemském Amsterdamu reprezentovala výprava 255 sportovců (219 mužů a 36 žen) v 17 sportech.

## Medailisté
| Medaile | Jméno | Sport      | Soutěž                          |
| ------- | --- | ---------- | ------------------------------- |
| Zlato   | Boughera El Ouafi | Atletika   | Muži maratonský běh             |
| Zlato   | Roger Beaufrand | Cyklistika | Muži sprint                     |
| Zlato   | Lucien Gaudin | Šerm       | Muži kord                       |
| Zlato   | Lucien Gaudin | Šerm       | Muži fleret                     |
| Zlato   | Donatien Bouché Carl de la Sablière André Derrien Virginie Hériotová André Lesauvage Jean Lesieur                                           | Jachting   | Třída 8 m                       |
| Zlato   | Roger François | Vzpírání   | Muži 75 kg                      |
| Stříbro | Jules Ladoumègue | Atletika   | Muži běh na 1500 m              |
| Stříbro | Armand Apell | Box        | Muži váha muší do 50,8 kg       |
| Stříbro | Charles Marion | Jezdectví  | Drezura - jednotlivci           |
| Stříbro | Pierre Bertran de Balanda | Jezdectví  | Parkurové skákání - jednotlivci |
| Stříbro | Georges Buchard | Šerm       | Muži kord                       |
| Stříbro | Gaston Amson René Barbier Georges Buchard Émile Cornic Bernard Schmetz                                                                      | Šerm       | Družstvo mužů kord              |
| Stříbro | Philippe Cattiau Roger Ducret André Gaboriaud Lucien Gaudin Raymond Flacher André Labatut                                                   | Šerm       | Družstvo mužů fleret            |
| Stříbro | Armand Marcelle Edouard Marcelle Henri Préaux                                                                                               | Veslování  | Muži dvojka s kormidelníkem     |
| Stříbro | Louis Hostin | Vzpírání   | Muži 82.5 kg                    |
| Stříbro | Charles Pacôme | Zápas      | muži, volný styl do 66 kg       |
| Bronz   | Claude Ménard | Atletika   | Muži skok do výšky              |
| Bronz   | Émile Bulteel Henri Cuvelier Paul Dujardin Jules Keignaert Henri Padou Ernest Rogez Albert Thévenon Achille Tribouillet Albert Vandeplancke | Vodní pólo | Turnaj mužů                     |
| Bronz   | Fernand Arnout | Vzpírání   | Muži 67.5 kg                    |
| Bronz   | Henri Lefèbvre | Zápas      | muži, volný styl do 87 kg       |
| Bronz   | Edmond Dame | Zápas      | muži, volný styl nad 97 kg      |